# Shortbus
Shortbus ist ein Film von John Cameron Mitchell aus dem Jahr 2006.

## Handlung
In der episodenhaften Dramedy begegnen einander in New York Jamie und James, ein schwules Paar, in dessen Beziehung es kriselt (James bereitet, ohne dass es Jamie bemerkt, seinen Suizid vor); Sofia, eine Paartherapeutin, die trotz akrobatischem Sex mit ihrem Mann Rob noch nie einen Orgasmus hatte; und die junge Domina Severin, die unter ihrer Unfähigkeit leidet, eine tiefergehende persönliche Beziehung aufzubauen. Sie alle kommen zufällig einander näher: zunächst die beiden Schwulen und die Therapeutin in einer grotesk endenden Therapiesitzung, zuletzt alle in einem Club namens Shortbus in Brooklyn. Dieser Treffpunkt, eine Kombination von Varieté und Swingerclub für fröhlichen Gruppensex, erhebt den Anspruch, den ungebrochen liberalen, ja libertär-anarchistischen Zeitgeist in New York nach den Anschlägen des 11. September 2001 zu spiegeln. So fliegt die Kamera gleich zu Beginn des Films, ausgehend von den Füßen der Freiheitsstatue, über ein stilisiert animiertes Panorama der Stadt hinein in die Wohnungen der gerade sexuell aktiven Protagonisten.

## Kritiken
Shortbus wurde vom Feuilleton der überregionalen deutschen Zeitungen sehr positiv besprochen.

„Das Besondere an John Cameron Mitchells Shortbus ist, mit welcher menschenfreundlichen Fröhlichkeit hier der Tabubruch zelebriert wird. Sex ist nicht das Problem, sondern die Lösung – genauer gesagt: guter Sex ist die Lösung. Das heißt nicht, dass der Blick auf das Private verengt würde.“

„Zwar zeigt Regisseur Mitchel in seinem Film echten Sex. Aber Schmuddelkino ist das noch lange nicht, sondern etwas völlig Neues im Mainstream-Kino. Weil der Film sowohl explizit als auch optimistisch ist.“

„Shortbus ist unter der schrillen Oberfläche im Herzen ein recht kluger, trauriger, stets romantischer Liebesfilm. Sehenswert – aber nicht für jeden.“

„Dennoch gibt es da ein pornografisches Moment, eine Nummer höchster Akrobatik, deren Reiz man sich schwer erwehren kann. Ein junger Mann bläst sich tatsächlich selbst einen, und dies ist kein Trick oder eine Computeranimation. Nicht jeder wird es nachmachen können, aber es ist doch beruhigend zu wissen, dass so etwas grundsätzlich geht. Entsprechende im Zorn geäußerte Aufforderungen, wie sie zum Beispiel Autofahrern leicht über die Lippen gehen, erstrahlen nun in einem anderen Licht. […] Wie sonst nur Pedro Almodóvar erreicht John Cameron Mitchell eine Atmosphäre, in der selbst die ungewöhnlichste sexuelle Orientierung binnen Sekunden gänzlich normal erscheint und auch der bürgerlichste Zuschauer nicht mehr ausschließen würde, seit Jahren auch mit Transsexuellen befreundet zu sein. Auch der Sex ist plötzlich nichts Ungewöhnliches mehr, obwohl wir im Spielfilm noch nie soviel davon auf einmal gesehen haben.“

„Dank einer sensiblen Figurengestaltung, entwickelt mit Laiendarstellern, zeigt der visuell drastische, mit expliziten Sexszenen operierende Film auf glaubhafte Weise sexuelle Blockaden als Symptom für generelle psychische Verwirrungen und liefert damit Einblicke in eine noch immer offene, aber auch verwundete Stadt.“

## Wirkung
Sook-Yin Lee, die zuvor hauptberuflich in Kanada als Radiomoderatorin arbeitete, wäre – aufgrund der vielen freizügigen Sexszenen – für ihr Debüt in dem Spielfilm beinahe von ihrem Arbeitgeber, der öffentlich-rechtlichen Canadian Broadcasting Corporation (CBC), nicht weiterbeschäftigt worden. Erst die Proteste prominenter Künstler wie Francis Ford Coppola, Michael Stipe, Julianne Moore und Yoko Ono bewirkten, dass sie ihre Arbeit bei der CBC fortsetzen durfte.

## Synchronisation
Die deutschsprachige Synchronisation des Films wurde bei der Elektrofilm nach einem Dialogbuch und unter der Dialogregie von Stephan Hoffmann erstellt.
| Rolle   | Schauspieler    | Synchronsprecher   |
| ------- | --------------- | ------------------ |
| Ceth    | Jay Brannan     | Tobias Nath        |
| Severin | Lindsay Beamish | Maria Koschny      |
| Jamie   | PJ DeBoy        | Michael Deffert    |
| Rob     | Raphael Barker  | Alexander Doering  |
| James   | Paul Dawson     | Dennis Schmidt-Foß |
| Caleb   | Peter Stickles  | Robin Kahnmeyer    |
| Sofia   | Sook-Yin Lee    | Katrin Zimmermann  |